# Hugo Beltrán
Hugo Mario Beltrán Mendoza (Barranquilla, 13 de junio de 2000) es un beisbolista colombiano que juega como lanzador en la organización de Los Angeles Dodgers en las Ligas Menores de Béisbol con Dodgers Guerrero de Clase Rookie (Rk).

## Carrera en Ligas Menores
El 6 de junio de 2018 firmó con Los Angeles Dodgers para las Ligas Menores disputando la Dominican Summer League donde acumuló 3 juegos salvados, 3 derrotas, 3 victorias, una efectividad (ERA) 5.40 y 28 ponches.

## Copa Mundial Sub-23 de 2018
Disputó dos juegos con la Selección de béisbol de Colombia frente a Sudáfrica y Australia siendo inicialista lanzó 8.1 entradas con una efectividad (ERA) de 3.24 y recetando 6 ponches.